# 毒姫とわたし
『毒姫とわたし』（どくひめとわたし）は、東海テレビ・泉放送制作の制作により、2011年9月5日から10月28日までフジテレビ系列で平日（月 - 金）の13:30 - 14:00に放送されていた日本の昼ドラマ。平均視聴率3.8%。

## 概要
親友に裏切られた37歳独身の編集者・小山小麦と作家志望の車椅子の毒舌キャバクラ嬢との友情を描くヒューマンコメディ。キャッチコピーは「元気が出る昼ドラ」「メソメソしません」「ドロドロしません」。だが実際の内容は美姫に嫉妬するエリカや、心の居場所がない友樹や小麦にふられて復讐する哲也に関する愛憎シーンが少々描かれている。
小山小麦役の櫻井淳子と桜井美姫役の黒川芽以のWヒロイン作品。主演の櫻井淳子は2006年の『美しい罠』以来5年ぶりの昼ドラ主演出演、黒川芽以も2007年の『愛の迷宮』以来4年ぶりの昼ドラ主演出演であり、脇役の荻野目慶子は2004年の『愛のソレア』以来7年ぶり、国広富之は2002年の『母の告白』以来9年ぶりの昼ドラ出演となる。
なお、東海テレビ昼ドラでは本作が地上デジタル放送完全移行後初めての作品となる。
前作『明日の光をつかめ2』に続き、東海テレビ製作の情報番組『ぴーかんテレビ』での不祥事を受け、第1回より第12回まで提供クレジット表示はほとんどの企業が自粛していた。
劇中に登場する美姫のエッセイ集『毒姫のことば』がリンダブックスより2011年9月27日に桜井美姫名義で実際に出版された。
劇中に登場した小麦と会話をするアヒルのぬいぐるみ「こまるちゃん」はチャリティーオークションに出品された。
2012年1月18日にDVD-BOXセットがポニーキャニオンより発売。

## あらすじ

### 第1部
小さな出版社に勤める小麦は親友・紗江子とマンションを共同所有し、編集の仕事にも生きがいを感じていた。ところが紗江子は小麦が3年前にふられたかつての恋人・樹と結婚。出版社も倒産の危機に。しかし「あんたは自分が可哀想で泣いてる自己満の性格ブスや。うちよりよっぽど重い障害やな。一生泣いて過ごしたらええ」と3年前のクリスマスに樹からふられ障害者用トイレで泣いていた際に美姫から罵倒された言葉を思い出し奮起。そこへ3年ぶりに美姫と再会。美姫は小麦を利用しようと考え、店を辞め小麦と同居する。小麦と哲也の美姫への熱心な後押しで『海に咲くさくら』を出版。ところがその小説が君嶋新人賞を受賞。文秀社は君嶋出版に吸収合併され、小麦は君嶋社長から解雇を言い渡され、哲也は母の秘書に転職し、小麦に求婚。次の仕事が見つからない小麦は哲也と結婚を決意するが、哲也の母・佳子から仕事か結婚か選べと言われ、小麦は両立させると言い対立。美姫は次の仕事も小麦と組みたいと指名、小麦は君嶋出版で働く。

### 第2部
小麦が「こな屋」を継いで5年、美姫は失踪したままだった。増夫の定年退職祝いに久しぶりに会社を訪れると、幼馴染の悟と再会し意気投合。エリカは政治の道を志す哲也と打算的な交際を続け求婚される。哲也は婚約を期に君嶋家で暮らし始める。潤は家を出て「こな屋」でアルバイトをしながら音楽活動をしていた。晋一郎と響子は愛人関係を清算していた。美姫の息子・嵐太郎が突然小麦の前に現れ暫くすると美姫が新作の原稿を持って現れる。美姫は失踪から5年間ハワイで暮らしていた。小麦は美姫の担当として急遽職場復帰。「天使園」が市民病院の移転地に予定されていることを知った美姫は平成市市長選挙に立候補を決意、障害者の子育てに関する本を出版。哲也は小麦と美姫を追い落とすため、手段を選ばぬ妨害に出る。

## キャスト

### 小山家
小山小麦(37、42) - 櫻井淳子
本作の主人公。出版社「文秀社」に勤務。親友・紗江子と共同でマンションを所有し、仕事に生きがいを感じる、ごく普通の女性。3年前に美姫と出会った際に言われた台詞を思い出し奮起する。そんな中で美姫と再会し、その才能を信じて彼女の担当を務めることになる。当初は、自分と価値観の違う美姫の毒舌に翻弄され、時に反目しあうが、次第に彼女の強さの裏側にある脆さに気付く。
小山和夫(61、66) - なぎら健壱
もんじゃ焼き「こな屋」店主。小麦と小豆の父親。東京下町育ち、人情に熱いがデリカシーがない。
小山妙子(58、63) - 曽川留三子
和夫の妻、小麦と小豆の母親。暴走しがちな和夫をセーブする優しい母親。自分の気持ちに素直になれない小麦を応援している。
小山小豆(32、37) - 細野今日子
和夫と妙子の娘、小麦の妹。もんじゃ焼き「こな屋」の看板娘。恋に奥手な姉・小麦を気にかけている。

### 美姫と周辺人物
桜井美姫(24、29) - 黒川芽以
本作のもう1人の主人公。通称：毒姫。天涯孤独にして施設育ち、生まれつき下肢障害を持ち車椅子生活を送る、作家志望のキャバクラ嬢。その名のとおり傍若無人で毒舌家だが、障害や逆境に屈しない強かさを持つ。「出来るか出来ないかより、やるかやらないか」がモットーで、自分に言い訳をして何もしない健常者を心底嫌うが、根は寂しがり屋。エセ関西弁を話す。3年前、樹に振られて泣いていた小麦にキツイ一言を言い放つ。
美園響子(44、49) - 荻野目慶子
ベストセラー作家、晋一郎の愛人。ホステス時代に晋一郎に気に入られ作家に。女性の本音や人間の業を描いた作風と美貌で人気作家となる。
ミライ - 七咲友梨（第1部）
美姫のライバルキャバクラ嬢。排尿時に使用するカテーテルが入った袋を盗み、美姫に恥をかかせる。
ハルミ - 道下さおり（第1部）
ミライの仲間のキャバクラ嬢。美姫を嫌っている。
徳永春江 - 辻沢響江（第1部）
24年前に美姫を捨てた実母だと突然君嶋家にやって来た、小麦のマンションで同居。
徳永桜子 - 今井風花（第1部）
春江の娘。渡米し難病治療するため1億円が必要。美姫を姉と慕っている。
桜井嵐太郎 - 田中悠太（第2部）
突然小麦の前に現れた男児、所持していた手紙から美姫の息子と分かる。

### 那珂川家
那珂川哲也(29、34)- 渋江譲二
「文秀社」の小麦の後輩、友樹の兄。人気議員・鈴木佳子の長男だが、代々政治家の家系を嫌い、父方の姓を名乗り出版社勤めをするのは小さな反抗。
那珂川友樹(28、33)- 藤沢大悟
哲也の弟。手品を披露して、養護施設「天使園」の子供たちを喜ばせている。
鈴木佳子(52、57) - 相本久美子
哲也と友樹の母。与党の人気政治家。父は首相を務めた人物であり、いずれは息子に政治家の道に進んで欲しいと思っている。

### 文秀社→君嶋出版電子書籍部
峰岸　進　‐　須永慶
弱小出版社「文秀社」社長。
只野　増夫（55→60）　‐　モト冬樹
「文秀社」課長。君嶋出版に吸収合併され、電子書籍部として文秀社がとりあえず生き残ったことを安堵。
佐伯樹(37、42) - 神尾佑
君嶋出版社員。小麦が3年前に別れた元恋人。紗江子と結婚するが未だに小麦は自分を必要としていると勘違いし、紗江子の嫉妬の原因を作る。
倉田悟(42) - 小野健太郎（第2部）
小麦の幼馴染。再就職先の君嶋出版で小麦と再会。幼い頃小麦をいじめていたが、それは小麦を好きだったからだと告白。離婚歴があり、別れた子供が居る。
綾部　若子（22→28）　‐　MiNo
小麦の後輩。哲也が好きだが相手にされていない。
葛城　朋香（27→32）　‐　NATSUME
小麦の後輩、エステ通いに精を出している。
赤木　聡美（29→34） - 阪本麻美
小麦の後輩、結婚にあせり合コン三昧の日々を送る。

### 君嶋家
君嶋晋一郎(57、62) - 国広富之
大手出版社、君島出版社長。エリカの父。若くして出版業界の風雲児となり「売れなければ良い本を作っても意味がない」という現実主義者。
君嶋みやび（47、52） - いとうまい子
晋一郎の妻、潤とエリカの母。実家は資産家。交通事故で体が不自由になったエリカを過保護にしている。
君嶋潤（JUN）(27、32) - 加藤和樹
晋一郎の長男、エリカの兄。高校時代からタレント・JUNとして活躍。俳優を引退し、ゴーストライターを使い小説家になろうとする。その後、地道にインディーズで音楽活動をしている。
君嶋エリカ(24、29) - 早織
晋一郎の娘、潤の妹。17歳の頃に交通事故に合い下半身不随の車椅子生活を余儀なくされ引きこもりに。

### 養護施設「天使園」
松尾園長 - ふくまつみ（第1部）
美姫が捨てられていた養護施設「天使園」園長。生年月日と名前が書かれた紙とお守りが赤ん坊だった美姫が玄関に一緒に置かれていた。捨て子だった美姫を育てたが、脚の障害について知識がなく長期間車椅子に乗せなかった事を悔やむ。美姫が加古川神社のお守りを見てからエセ関西弁を話すようになったと小麦に教える。
阿部→佐伯紗江子(37、42) - 一青妙
小麦の親友。1年前に小麦と共同でマンションを所有し、老後も共に生活すると誓っていたが、小麦の元恋人・樹と結婚する。
佐藤由紀 - 越智静香（第2部）
夫と離婚したシングルマザー。天使園でみやびたちと交代で働きながら仕事と子育てを両立している。市長選に立候補した美姫を応援する。
田中幸子 - こうのゆか（第2部）
出産後間もなく夫と死別したシングルマザー。天使園でみやびたちと交代で働きながら仕事と子育てを両立している。市長選に立候補した美姫を応援する。

### その他
四木双葉(49) - 山村紅葉
スランプ時を小麦に救われた大物作家、君島出版に引き抜かれる。
永江富一 - 石山輝夫（第2部）
哲也が世話になっている現平成市市長。自分の地盤を哲也に譲り、平成市次期市長選には哲也を代わりに立候補させる。
高橋夕子 - 赤澤ムック（第2部）
悟の前妻。
渡部太一 - 田村幸士
小豆の彼氏。小豆とともに小麦が結婚出来るか心配している。
ほか

## スタッフ
- 企画：西本淳一（東海テレビ）
- 脚本：加藤綾子（同名のフジテレビアナウンサーとは別人）、山本あかり
- 音楽：中島靖雄
- 主題歌：MAY'S「BONDS」（Venus-B）
- 音楽制作：酒井理（Venus-B、キングレコード）
- 広報：渡辺秀彦（東海テレビ）、服部明宏（東海テレビ）
- 演出：島崎敏樹（泉放送制作）、金子与志一（泉放送制作）、佐々木雅之（泉放送制作）
- プロデューサー：松本圭右（東海テレビ）、小池唯一（泉放送制作）、佐藤禎剛（泉放送制作）
- 協力：バスク、緑山スタジオシティ、Fill-Rife-Suppot（松田千恵子）
- 制作著作：泉放送制作
- 制作：東海テレビ

## 放送日程
| 第1週                                                     | 第1話  | 09月05日 | 第1部 | 女友達は一日にして成らず。…じゃあ、何年たてば成るの?                   | 加藤綾子   | 島崎敏樹   |
| 第1週                                                     | 第2話  | 09月06日 | 第1部 | 顔がブス?足がブス?いいえ、心がブスなんです                             | 加藤綾子   | 島崎敏樹   |
| 第1週                                                     | 第3話  | 09月07日 | 第1部 | 『女友達』の読み方……「しんゆう」それとも「うらぎりもの」?              | 加藤綾子   | 島崎敏樹   |
| 第1週                                                     | 第4話  | 09月08日 | 第1部 | 孤独な人間が一番強い--だったら強くなんてなりたくない!                  | 加藤綾子   | 島崎敏樹   |
| 第1週                                                     | 第5話  | 09月09日 | 第1部 | 恋と戦争は無法地帯。どんな悪事も許される?                              | 加藤綾子   | 島崎敏樹   |
| 第2週                                                     | 第6話  | 09月12日 | 第1部 | “恋を忘れた女VS恋に目覚めた女”                                         | 加藤綾子   | 金子与志一 |
| 第2週                                                     | 第7話  | 09月13日 | 第1部 | 人の心にも字幕がついたらいいのに……                                     | 加藤綾子   | 金子与志一 |
| 第2週                                                     | 第8話  | 09月14日 | 第1部 | “恋愛とケンカはひとひではできない。そして仲直りも”                     | 加藤綾子   | 金子与志一 |
| 第2週                                                     | 第9話  | 09月15日 | 第1部 | “最悪、と思っているうちは最悪ではない”                                 | 加藤綾子   | 金子与志一 |
| 第2週                                                     | 第10話 | 09月16日 | 第1部 | “愚か者。失わなければ気付けないのか?”                                  | 山本あかり | 金子与志一 |
| 第3週                                                     | 第11話 | 09月19日 | 第1部 | “人に賞味期限なんてない。でも女にはあるの?”                            | 山本あかり | 島崎敏樹   |
| 第3週                                                     | 第12話 | 09月20日 | 第1部 | 人生は天秤にかけなくてはならないことが多すぎる。殊に女には             | 山本あかり | 島崎敏樹   |
| 第3週                                                     | 第13話 | 09月21日 | 第1部 | 人は見た目で90%が決まる。真実は見た目では10%も分からないのに           | 山本あかり | 島崎敏樹   |
| 第3週                                                     | 第14話 | 09月22日 | 第1部 | 本気の恋は傷つく。大切な友とはぶつかる。だから人生は輝く               | 山本あかり | 島崎敏樹   |
| 第3週                                                     | 第15話 | 09月23日 | 第1部 | “親の思い、子は知らず。男の思い、女は知らず……でも知りたい!”            | 加藤綾子   | 島崎敏樹   |
| 第4週                                                     | 第16話 | 09月26日 | 第1部 | “人は守りたい者のため嘘をつく。その嘘を誰が罰せられるだろう”           | 加藤綾子   | 金子与志一 |
| 第4週                                                     | 第17話 | 09月27日 | 第1部 | “真実はパンドラの箱。開けないほうがいいことだってある”                 | 加藤綾子   | 金子与志一 |
| 第4週                                                     | 第18話 | 09月28日 | 第1部 | “優しい嘘と残酷な真実。――どっちが欲しい?”                              | 加藤綾子   | 金子与志一 |
| 第4週                                                     | 第19話 | 09月29日 | 第1部 | “嘘もつき続ければ……それでも嘘は嘘”                                     | 加藤綾子   | 金子与志一 |
| 第4週                                                     | 第20話 | 09月30日 | 第1部 | “手に入ると思ったビスケットを失うと、子供は先に怒るものだ”             | 山本あかり | 金子与志一 |
| 第5週                                                     | 第21話 | 10月03日 | 第1部 | “1人で感じる孤独よりも、2人で感じる孤独の方が深い”                     | 山本あかり | 金子与志一 |
| 第5週                                                     | 第22話 | 10月04日 | 第1部 | “老いた狐は罠では捕まえられない。時に追い詰めると牙を剥く”             | 山本あかり | 金子与志一 |
| 第5週                                                     | 第23話 | 10月05日 | 第1部 | “どんなに言い訳しても、自分だけは騙せない”                             | 山本あかり | 金子与志一 |
| 第5週                                                     | 第24話 | 10月06日 | 第1部 | “倒されても倒されても立ち上がった者だけが未来に進める”                 | 山本あかり | 金子与志一 |
| 第5週                                                     | 第25話 | 10月07日 | 第1部 | “人はアドバイスはしても責任はとってくれない。道は自分で選ぶものなのだ” | 加藤綾子   | 島崎敏樹   |
| 第6週                                                     | 第26話 | 10月11日 | 第2部 | “光陰、矢の如し。女の年齢もっともっと矢のごとし!”                      | 加藤綾子   | 島崎敏樹   |
| 第6週                                                     | 第27話 | 10月12日 | 第2部 | “子供好きの男は3割り増しでいい男に見えるものだ”                        | 加藤綾子   | 島崎敏樹   |
| 第6週                                                     | 第28話 | 10月13日 | 第2部 | “恋愛、結婚、出産……女の幸せはどこにある!?”                             | 加藤綾子   | 島崎敏樹   |
| 第6週                                                     | 第29話 | 10月14日 | 第2部 | “5年もあれば人は変わる。でも本質はそうそう変わらない、変えられない……”  | 加藤綾子   | 佐々木雅之 |
| 第7週                                                     | 第30話 | 10月17日 | 第2部 | “その時、そばにいてくれるのは誰?”                                      | 加藤綾子   | 佐々木雅之 |
| 第7週                                                     | 第31話 | 10月18日 | 第2部 | “愛情とプライド。どっちが大事?どっちが人生の役に立つ?”                 | 山本あかり | 佐々木雅之 |
| 第7週                                                     | 第32話 | 10月19日 | 第2部 | “3歩進んで2歩下がっても1歩は進んでいるものだ”                          | 山本あかり | 佐々木雅之 |
| 第7週                                                     | 第33話 | 10月20日 | 第2部 | “本心は言葉より行動に表れる”                                           | 山本あかり | 佐々木雅之 |
| 第7週                                                     | 第34話 | 10月21日 | 第2部 | “子供は親を選べない?ならば今から選ばれる親になればいい”                | 山本あかり | 佐々木雅之 |
| 第8週                                                     | 第35話 | 10月24日 | 第2部 | “こだわることは大事。でもこだわりすぎると大切なものが見えなくなる”     | 加藤綾子   | 島崎敏樹   |
| 第8週                                                     | 第36話 | 10月25日 | 第2部 | “体だけ居ても、心が留守なら意味がない”                                 | 加藤綾子   | 島崎敏樹   |
| 第8週                                                     | 第37話 | 10月26日 | 第2部 | “何でも言い合えるのが友達。言わなくても分かるのも友達”                 | 加藤綾子   | 島崎敏樹   |
| 第8週                                                     | 第38話 | 10月27日 | 第2部 | “友達が泣いているとき……あなたは笑えますか?”                            | 加藤綾子   | 島崎敏樹   |
| 第8週                                                     | 最終話 | 10月28日 | 第2部 | “自分のためだけに生きるには、人生ちょっと長すぎる!”                    | 加藤綾子   | 島崎敏樹   |
| 平均視聴率 3.8%（視聴率は関東地区・ビデオリサーチ社調べ） |        |          |       |                                                                        |            |            |

## 関連商品
書籍
- 『毒姫とわたし』立見千春・著、リンダパブリッシャーズ、ISBN 978-4-8030-0266-9
- 『毒姫のことば -残酷な世界で生き抜くための77の方法－』 桜井美姫・著 リンダパブリッシャーズ ISBN 9784803002676